# Take Them On, On Your Own
Take Them On, On Your Own è il secondo album in studio del gruppo musicale alternative rock statunitense Black Rebel Motorcycle Club, pubblicato nel 2003.

## Tracce
1. Stop – 4:36
2. Six Barrel Shotgun – 3:06
3. We're All in Love – 3:37
4. In Like the Rose – 5:22
5. Ha Ha High Babe – 4:12
6. Generation – 5:01
7. Shade of Blue – 4:22
8. US Government – 5:32
9. And I'm Aching – 3:52
10. Suddenly – 4:56
11. Rise or Fall – 3:56
12. Going Under – 3:14
13. Heart and Soul – 7:15

## Formazione
- Peter Hayes - voce, basso, chitarra
- Robert Levon Been - basso, chitarra, voce
- Nick Jago - batteria, percussioni